# 今治市クリーンセンター
今治市クリーンセンター（いまばりしクリーンセンター）は、愛媛県今治市町谷にある清掃工場。愛称はバリクリーン。2018年3月に現在の施設が竣工した。

## 概要
2018年2月より可燃ごみ処理施設･リサイクルセンター等で構成される新たなごみ処理施設（愛称:バリクリーン）が稼動開始した。施設の設計･建設･運営管理を民間に委託するDBO方式が採用されており、タクマを代表とする企業グループが受託している。施設の運営はタクマとタクマテクノスが設立したSPC（特別目的会社）「今治ハイトラスト株式会社」が行う。
新施設建設に当たっては、今治市のごみ処理施設候補地検討委員会で大西町が第一候補地に選ばれた。しかし、第一候補地は高台にあり付近に農業用水のため池が存在することから、農業関係者から反対され町内会の同意が得られず2010年4月に白紙撤回された。既存のごみ処理施設が稼動していた町谷地区への設置に方針転換されている。

### 施設概要
- 可燃ごみ処理施設
  - 処理規模 -  174トン/24h
  - 炉形式 - ストーカ方式
  - 発電出力 - 3,560KW
- リサイクルセンター
  - 処理規模 - 41トン/5h
  - 処理方式 - 破砕・選別・圧縮・梱包・一時保管
- 防災設備[3]
  - 避難所 - 災害時に320人の市民が避難できる。
  - 非常用発電機 - 災害による停電時も非常用発電機により施設の運転を継続し、施設内や避難所への電力供給を行える。
  - 備蓄品 - 避難者が7日間生活可能な生活用品、衛生用品、水、食料品などを備蓄している。
  - 災害用マンホールトイレ - 災害時にマンホールトイレを設置できる。
- 見学者設備
  - 見学者ホール（環境学習コーナー）
  - 見学者ホール （可燃ごみピット）
  - 大研修室
  - 多目的室

## 沿革
- 1988年4月 - 今治地区事務組合クリーンセンターの操業開始[4]。
- 1991年4月 - 朝倉村・玉川町のごみ処理を委託により受け入れ開始[5]。
- 2000年1月 - ダイオキシン排出規制強化に対処する為、今治市と越智郡陸地部5町村（朝倉村・玉川町・波方町・大西町・菊間町）が今治市クリーンセンターでごみの広域処理を行う契約を調印[5]。
- 2002年
  - 11月 - 排ガス高度処理施設整備工事が完成[5]。
  - 12月 - 6市町村の広域ごみ処理を開始[5]。
- 2018年
  - 1月31日 - 旧施設でのごみ受け入れを終了。
  - 2月1日 - 新施設でのごみ受け入れ開始。
- 2019年
  - ジャパン・リジリエンス・アワード強靭化大賞2019でグランプリを受賞[6]

## 清掃工場のイメージを一新した今治モデル[7]
今治市クリーンセンターのコンセプトと機能
（1）廃棄物を安全かつ安定的に処理する施設
国の基準より厳しい公害防止基準を設定し、廃棄物を適正に処理。ゴミの資源回収。焼却熱を利用した発電。隣接公共施設への電力の供給。余った電力は売却。
（2）地域を守り市民に親しまれる施設
災害時の避難所としての機能を整備。耐震・免震対策の実施。停電時における安定した電気の供給。管理棟における避難所（320人）。非常食・飲料水の備蓄（7日分）。日常的な地域防災拠点としての集会施設。
（3）環境啓発・体験型学習及び情報発信ができる施設
研修室や体育館の整備。各種イベントの開催。

## 周辺
- 鹿ノ子池公園
- 今治市営鹿ノ子プール
- 今治市営町谷団地

## アクセス
- せとうちバス（瀬戸内運輸）「平山バス停」下車して、徒歩で約10分。